# Самофалов Володимир Дмитрович
Володимир Дмитрович Самофалов (27 жовтня 1927, Золотоноша — 5 травня 2019, Хотин) — український журналіст. Член Національної спілки журналістів. Почесний ветеран України.

## Біографія
Народився 27 жовтня 1927 року. Батько Дмитро Васильович, залізничник, загинув на фронті у перший рік німецько-радянської війни. За два роки мати Єфросинія Федорівна, яка працювала робітницею цукрового заводу у Золотоноші, провела на війну сина Володимира.
У неповних шістнадцять Володимир майже рік працював ручним бурильником геологічної розвідувальної експедиції «Лентранспроєкт» на станції Анар Акмолинської області Казахської РСР.
З березня 1944 по вересень 1946 року служив на Балтійському флоті у бригаді торпедних катерів — торпедистом, боцманом, командиром катера. Після демобілізації працював інструктором, відповідальним секретарем, редактором Стрілківської районної газети Дрогобицької області. Відтак був запрошений на посаду кореспондента республіканської газети «Правда Украины».
З жовтня 1951 року мешкає та працює на Буковині: редактор районної газети у м. Хотин, відповідальний секретар міжрайонної газети у смт Кельменці, науковий працівник Чернівецького державного краєзнавчого музею — директор Хотинського музею. У 1965 році закінчив Кам'янець-Подільський сільськогосподарський інститут, 1969 року — педагогічний факультет Української сільськогосподарської академії.
Працював прохідником у шахті тресту «Краснодонвугілля» у місті Молодогвардійськ Луганської області, головним економістом колгоспу імені XXI з'їзду КПРС у с. Дарабани Хотинського району, викладачем-завідувачем кабінету економіки, організації й планування сільськогосподарського виробництва Хотинського сільськогосподарського технікуму, впродовж 1994—2002 років — редактором відділу Хотинської районної газети.
5 травня 2019 року Володимир Самофалов відійшов у засвіти.

## Громадська діяльність
В. Д. Самофалов член Національної спілки журналістів України з 1975 року, обирався депутатом Хотинської міської ради чотирьох скликань, член республіканської ради Товариства охорони пам'яток історії і культури, член обласної ради Організації ветеранів України, голова ради Хотинської міської організації ветеранів.

## Нагороди
Нагороджений орденами Вітчизняної війни II-го ступеня, Богдана Хмельницького III-го ступеня, Святого рівноапостольного князя Володимира, 18-ма медалями, відзнакою «Почесний ветеран України», лауреат республіканської премії Національної спілки журналістів України «Золоте перо» (1982).